# Zhuangkou (köpinghuvudort i Kina, Jiangxi Sheng, lat 25,74, long 115,66)
Zhuangkou är en köpinghuvudort i Kina. Den ligger i provinsen Jiangxi, i den sydöstra delen av landet, omkring 330 kilometer söder om provinshuvudstaden Nanchang. Antalet invånare är 25 874. Befolkningen består av 12 998 kvinnor och 12 876 män. Barn under 15 år utgör 31 %, vuxna 15-64 år 60 %, och äldre över 65 år 7,0 %.
Runt Zhuangkou är det ganska tätbefolkat, med 155 invånare per kvadratkilometer. Närmaste större samhälle är Huichang, 19,6 km sydost om Zhuangkou. I omgivningarna runt Zhuangkou växer i huvudsak blandskog.
Genomsnittlig årsnederbörd är 1 965 millimeter. Den regnigaste månaden är maj, med i genomsnitt 358 mm nederbörd, och den torraste är oktober, med 19 mm nederbörd.